# Verjonging (bouwkunde)
| Dorische zuil                                    |  | Westertoren                                               |
| Een Dorische zuil die geleidelijk smaller wordt. |  | Verjonging (versnijding) bij de Westertoren in Amsterdam. |

Verjonging is in de architectuur en de bouwkunde een principe, waarbij een object van beneden naar boven smaller wordt. Meer specifiek gezegd: bovenaan is de omvang (of de oppervlakte van de doorsnede) kleiner. Deze verjonging kan zowel vloeiend zijn dan wel meer of geheel stapsgewijs gaan. Specifek verspringende versmalling wordt aangeduid met de term versnijding. Omgekeerd is het naar boven breder worden; dat wordt uitkraging of overkraging genoemd.
In engere zin is het principe van verjonging bekend bij zuilen. De term wordt ook gebruikt voor naar boven toe smaller wordende torens (met name kerktorens) en bij gehele gebouwen zoals te zien bij de bruidstaartstijl. Deze getrapte verjonging is eigenlijk een vorm van versnijding.